# Hoyorredondo
Hoyorredondo – gmina w Hiszpanii, w prowincji Ávila, w Kastylii i León, o powierzchni 17,22 km². W 2011 roku gmina liczyła 83 mieszkańców.